# Fontegreca
Fontegreca község (comune) Olaszország Campania régiójában, Caserta megyében.

## Fekvése
A megye északi részén fekszik, Nápolytól 70 km-re északra valamint Caserta városától 45 km-re északnyugati irányban. Határai: Capriati a Volturno, Ciorlano, Gallo Matese és Prata Sannita.

## Története
A települést valószínűleg a longobárd időkben alapították (9. század). A Monte Cassinó-i bencés apátság, majd a San Vincenzo al Volturno-apátság birtoka volt. A 14. századtól nemesi birtok. A 19. században nyerte el önállóságát, amikor a Nápolyi Királyságban felszámolták a feudalizmust.

## Népessége
A népesség számának alakulása:

## Főbb látnivalói
- Madonna dei Cipressi-kápolna
- Natività di Maria Vergine-templom